# José Pérez Fuster
José Pérez Fuster (Benidorm, 8 de octubre de 1856 - Valencia, 4 de agosto de 1933) fue un médico higienista español, una de las principales figuras en el campo de la higiene pública, la medicina preventiva y la investigación microbiológica valenciana de finales del siglo XIX y principios del XX. Existe una importante documentación científica en las publicaciones médicas de la época, en los archivos municipales de Valencia y en la prensa del momento, que constituyen una valiosa aportación al desarrollo sociosanitario actual.

## Historia
José Pérez Fuster nació en Benidorm (Alicante) el 8 de octubre de 1856, hijo de Eusebio Pérez Vives y de María Dolores Fuster Llorca. Pertenecía a una familia de Oficiales de Marina y Comerciantes. Estudió Bachillerato en el Instituto de Benidorm. Posteriormente se trasladó a Valencia para realizar estudios de medicina en su Universidad.
Consiguió el título de Licenciado en Medicina en junio de 1877. Como médico el primer destino lo ejerció en Canet de Berenguer y posteriormente en Sagunto.
En 1883 se doctoró en medicina por la Universidad de Valencia con la tesis Ventajas que han proporcionado a la clínica las investigaciones microscópicas. Obtuvo la plaza de higienista en el cuerpo municipal de higiene y salubridad.

En 1911 fue nombrado Director del Instituto Municipal de Higiene, en el cual trabajó el doctor Juan Bautista Peset. Posteriormente se trasladó al Instituto Pasteur de París, donde trabajó con el Doctor Roux, el cual descubrió la vacuna contra la difteria y fue cuando posteriormente la introdujo en la Comunidad Valenciana.

## Datos de interés
- El Excelentísimo Ayuntamiento de Valencia le rotuló una calle: José Pérez Fuster Metge (39°27′34″N 0°23′25″O / 39.4594559, -0.3903302) en Valencia (España) en el año 2000.
- Se le concedió la unión de sus apellidos y a partir de José Pérez Fuster, todos sus descendientes tienen apellido compuesto.

### Descendientes médicos
- Antonio Pérez-Fuster Gómez (Hijo)
- José Vicente Pérez-Fuster Soto (Biznieto)
- María Dolores Bonias Pérez-Fuster (Biznieta)